# Aire d'attraction d'Hirson
L'aire d'attraction d'Hirson est une aire d'attraction des Hauts-de-France, centrée sur la ville de Hirson.
Elle est un zonage d'étude défini par l'Insee pour caractériser l'influence de la commune de Hirson sur les communes environnantes. Publiée en octobre 2020, elle se substitue à l'aire urbaine d'Hirson, dont le dernier zonage remontait à 2010.

## Définition
L’aire d'attraction d'une ville est composée d'un pôle, défini à partir de critères de population et d’emploi ainsi que d’une couronne constituée des communes dont au moins 15 % des actifs travaillent dans le pôle. Le pôle d’attraction constitue ainsi un point de convergence des déplacements domicile-travail,.

## Type et composition
L'aire d'Hirson est une aire départementale qui comporte 26 communes. Hirson en est la commune-centre.
Elle est catégorisée dans les aires de moins de 50 000 habitants, une catégorie qui regroupe 10,9 % de la population des Hauts-de-France et 12,2 % au niveau national.

### Carte

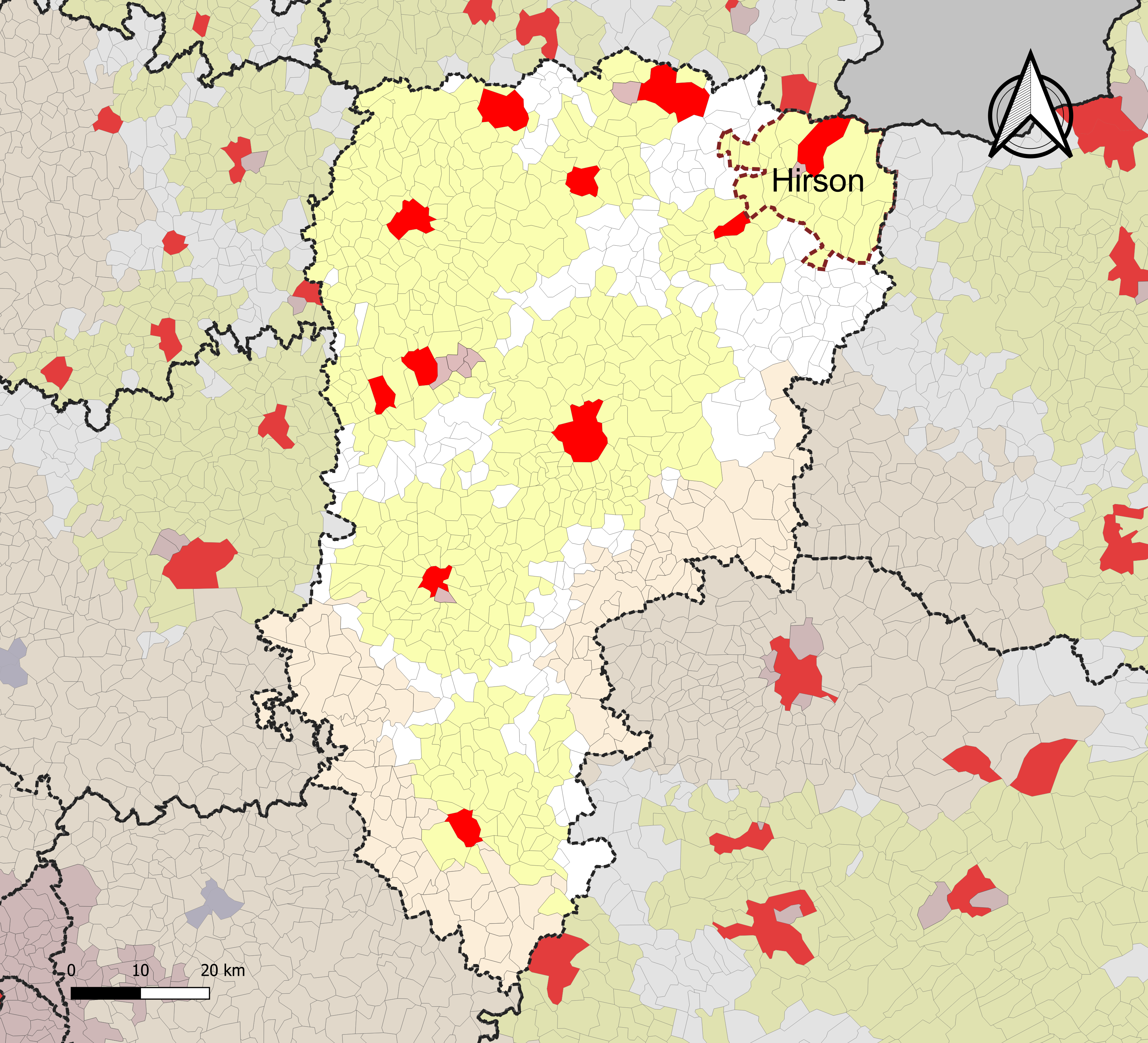
Carte de localisation l'aire d'attraction d'Hirson dans le département de l'Aisne.

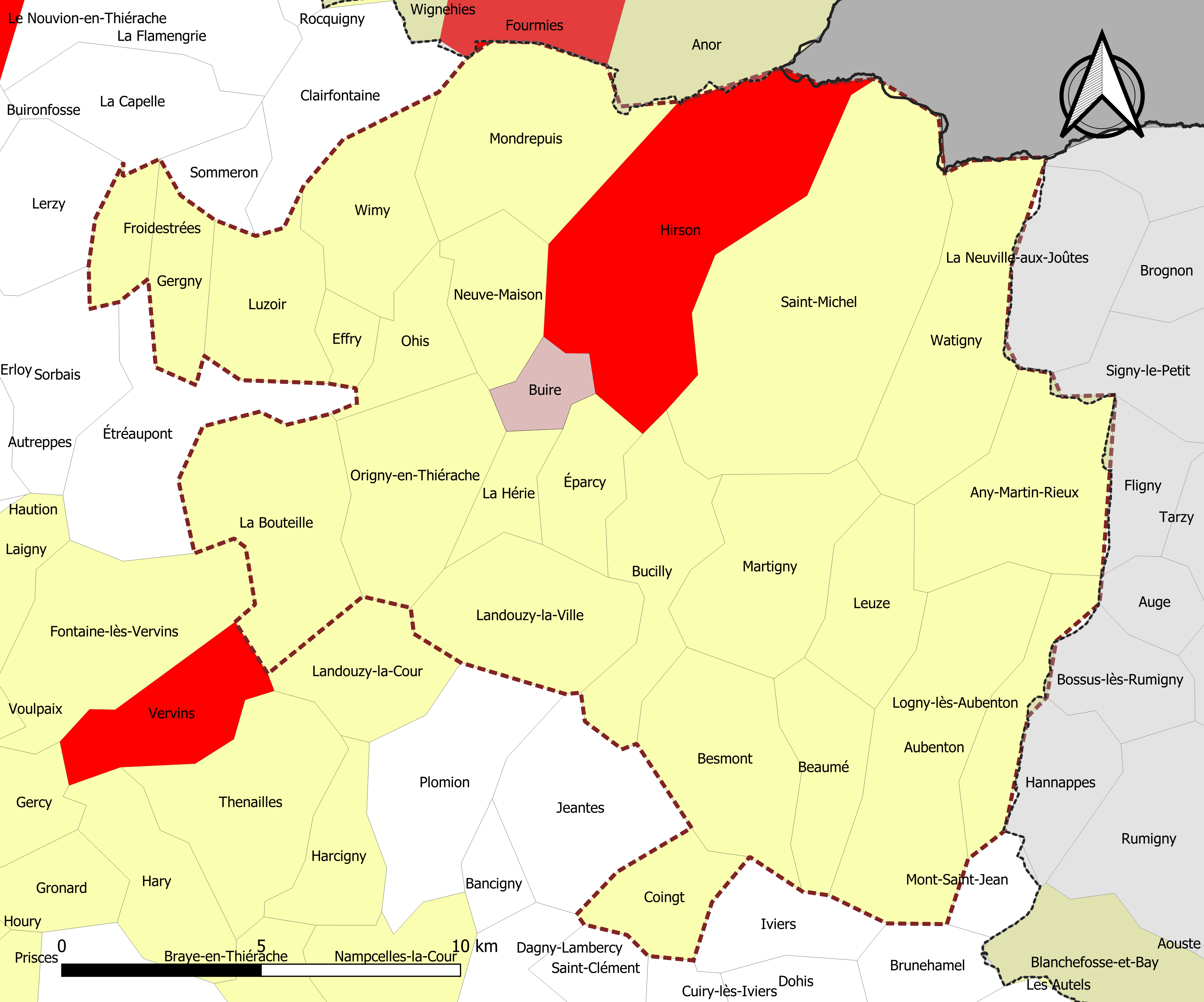
Carte de l'aire d'attraction d'Hirson.
Commune-centre
Commune du pôle principal
Commune de la couronne

### Composition communale
Les 26 communes de l'aire attractive d'Hirson et leur population municipale en 2022 :
| Nom                     | Code Insee | Département | Statut                    | Superficie (km2) | Population (dernière pop. légale) | Densité (hab./km2) | Modifier                                    |
| ----------------------- | ---------- | ----------- | ------------------------- | ---------------- | --------------------------------- | ------------------ | ------------------------------------------- |
| Hirson (commune-centre) | 02381      | Aisne       | commune-centre            | 33,77            | 8 565 (2022)                      | 254                | modifier les données · modifier les données |
| Any-Martin-Rieux        | 02020      | Aisne       | commune de la couronne    | 17,73            | 455 (2022)                        | 26                 | modifier les données · modifier les données |
| Aubenton                | 02031      | Aisne       | commune de la couronne    | 23,70            | 659 (2022)                        | 28                 | modifier les données · modifier les données |
| Beaumé                  | 02055      | Aisne       | commune de la couronne    | 9,18             | 84 (2022)                         | 9,2                | modifier les données · modifier les données |
| Besmont                 | 02079      | Aisne       | commune de la couronne    | 15,86            | 137 (2022)                        | 8,6                | modifier les données · modifier les données |
| La Bouteille            | 02109      | Aisne       | commune de la couronne    | 19,00            | 468 (2022)                        | 25                 | modifier les données · modifier les données |
| Bucilly                 | 02130      | Aisne       | commune de la couronne    | 12,85            | 202 (2022)                        | 16                 | modifier les données · modifier les données |
| Buire                   | 02134      | Aisne       | commune du pôle principal | 4,13             | 822 (2022)                        | 199                | modifier les données · modifier les données |
| Coingt                  | 02204      | Aisne       | commune de la couronne    | 7,31             | 63 (2022)                         | 8,6                | modifier les données · modifier les données |
| Effry                   | 02275      | Aisne       | commune de la couronne    | 2,77             | 313 (2022)                        | 113                | modifier les données · modifier les données |
| Éparcy                  | 02278      | Aisne       | commune de la couronne    | 7,52             | 34 (2022)                         | 4,5                | modifier les données · modifier les données |
| Froidestrées            | 02337      | Aisne       | commune de la couronne    | 4,91             | 194 (2022)                        | 40                 | modifier les données · modifier les données |
| Gergny                  | 02342      | Aisne       | commune de la couronne    | 5,86             | 131 (2022)                        | 22                 | modifier les données · modifier les données |
| La Hérie                | 02378      | Aisne       | commune de la couronne    | 4,22             | 121 (2022)                        | 29                 | modifier les données · modifier les données |
| Landouzy-la-Ville       | 02405      | Aisne       | commune de la couronne    | 15,76            | 514 (2022)                        | 33                 | modifier les données · modifier les données |
| Leuze                   | 02425      | Aisne       | commune de la couronne    | 10,19            | 187 (2022)                        | 18                 | modifier les données · modifier les données |
| Logny-lès-Aubenton      | 02435      | Aisne       | commune de la couronne    | 8,15             | 83 (2022)                         | 10                 | modifier les données · modifier les données |
| Luzoir                  | 02445      | Aisne       | commune de la couronne    | 10,99            | 267 (2022)                        | 24                 | modifier les données · modifier les données |
| Martigny                | 02470      | Aisne       | commune de la couronne    | 16,96            | 421 (2022)                        | 25                 | modifier les données · modifier les données |
| Mondrepuis              | 02495      | Aisne       | commune de la couronne    | 20,33            | 1 033 (2022)                      | 51                 | modifier les données · modifier les données |
| Neuve-Maison            | 02544      | Aisne       | commune de la couronne    | 8,42             | 607 (2022)                        | 72                 | modifier les données · modifier les données |
| Ohis                    | 02567      | Aisne       | commune de la couronne    | 6,48             | 270 (2022)                        | 42                 | modifier les données · modifier les données |
| Origny-en-Thiérache     | 02574      | Aisne       | commune de la couronne    | 16,48            | 1 354 (2022)                      | 82                 | modifier les données · modifier les données |
| Saint-Michel            | 02684      | Aisne       | commune de la couronne    | 42,20            | 3 222 (2022)                      | 76                 | modifier les données · modifier les données |
| Watigny                 | 02831      | Aisne       | commune de la couronne    | 21,12            | 359 (2022)                        | 17                 | modifier les données · modifier les données |
| Wimy                    | 02833      | Aisne       | commune de la couronne    | 12,04            | 464 (2022)                        | 39                 | modifier les données · modifier les données |